# James Ford Rhodes

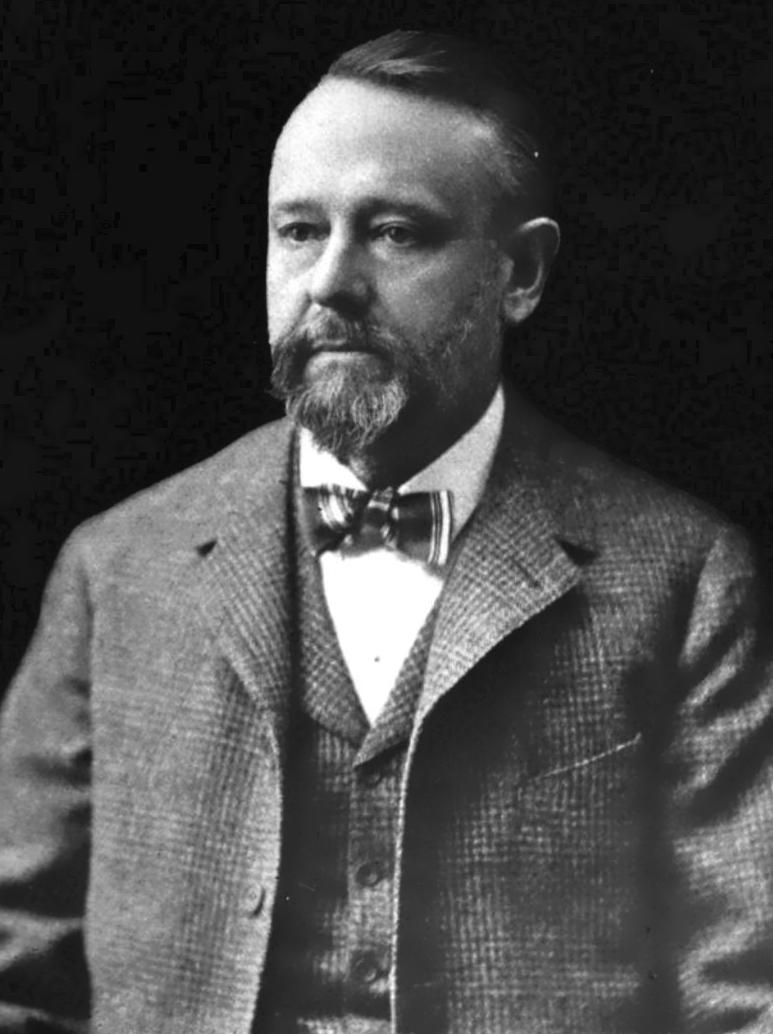
James Ford Rhodes w 1902

James Ford Rhodes (ur. 1 maja 1848, zm. 22 stycznia 1927) – amerykański przedsiębiorca i historyk, laureat Nagrody Pulitzera w dziedzinie historii za rok 1918.

## Życiorys
Urodził się w Cleveland w stanie Ohio. Jego rodzicami byli Daniel Pomeroy i Sophia Lord Russell Rhodesowie. Studiował na University of the City of New York (1865-66) i na University of Chicago (1866-67), ale nie uzyskał dyplomu. Studiował również historię i literaturę francuską w Paryżu. Oprócz tego uczył się metalurgii żelaza na berlińskiej Akademii Górniczej. W 1870 powrócił do domu i rozpoczął pracę w 
przedsiębiorstwie ojca. W 1874 razem z bratem Robertem i szwagrem Marcusem A. Hanną założył firmę Rhodes & Co. W 1884 wycofał się z prowadzenia biznesu, żeby się poświęcić studiom historycznym. Firma funkcjonowała nadal pod szyldem M. A. Hanna & Co. W latach 1898-99 był prezydentem American Historical Association.  
W 1872 ożenił się z Ann Card. Miał z nią jednego syna, Daniela Pomeroya Rhodesa II. Zmarł w Brookline w stanie Massachusetts. Został pochowany na Riverside Cemetery.

## Dzieła
Publikował artykuły w Magazine of Western History (1885-86). Wydał siedmiotomową syntezę History of the United States from the Compromise of 1850. Za swoją pracę był honorowany licznymi tytułami. Za książkę History of the Civil War, 1861-1865 otrzymał Nagrodę Pulitzera w dziedzinie historii.